# Speed (Musikgruppe)
Speed (Eigenschreibweise: SPEED) ist eine vierköpfige japanische Girlband aus Okinawa, die in ganz Asien vor allem in den 1990er Jahren sehr populär war. Alle vier Mitglieder haben ihren Abschluss an der Okinawa Actors School gemacht, wo populäre Künstler wie Namie Amuro und MAX ausgebildet wurden.
Dazu sind sie die erfolgreichste Musikgruppe ganz Asiens, da sie in nur drei Jahren und acht Monaten mehr als 20 Millionen CDs verkauften.

## Werdegang
Ihr Debüt gab Speed am 5. August 1996 mit ihrer ersten Single Body & Soul, in Japan. Die Single landete auf Platz 4, der Oricon-Charts und verkaufte sich mehr als 600.000-mal in Japan. Wegen des Erfolgs, veröffentlichte man am 18. November 1996 bereits die zweite Single, unter dem Namen Steady. Mit Steady schaffte die Band auch einen Meilenstein in der japanischen Musikindustrie, da sich diese Single allein in Japan mehr als eine Million-mal verkaufte. Nach einer weiteren Single Go! Go! Heaven, die im März 1997 veröffentlicht wurde und mit der die Gruppe erstmals die Höchstposition der Oricon-Charts erreichen konnte, veröffentlichte die Band im Mai 1997 ihr erstes Studioalbum. Das Studioalbum bekam den Titel Starting Over und landete schließlich auf Platz 1 der Oricon-Charts, wo es sich bis zu 53 Wochen in den Charts halten konnte und sich fast zwei Millionen-mal verkaufte.
Mit der Zeit veröffentlichten Speed immer mehr Alben und Singles, doch gingen die Band-Mitglieder von 31. März 2000 an getrennte Wege. Die Gründe hierfür waren Pläne für Solokarrieren und ihr Studium. Ihr kurzes Comeback folgte am 27. August 2003 mit der Veröffentlichung der Single Be My Love und obwohl die Single sich mehr als 120.000-mal verkaufte, konnte die Single nicht an die vorherigen Erfolge anknüpfen. Nach einer weiteren Single-Veröffentlichung Walking in the Rain / Stars to Shine Again, die sich bis zu 30.000-mal verkaufen konnte und dem Studioalbum Bridge gingen Speed wieder in die Pause.
Ein tatsächliches Comeback folgte am 12. November 2008 mit der Single Ashita no Sora (あしたの空). Die Mitglieder von Speed haben sich vorgenommen erstmal keine Auszeit zu nehmen.

## Mitglieder

### Eriko Imai
- Geburtsname: Imai Eriko (今井 絵理子)[10]
- Künstlername: Imai Eriko, Elly[10]
- Geburtsdatum: 22. September 1983 in Okinawa, Japan.[10]
- Sonstiges: Eriko hat einen Sohn, Raimu Kinoshita.[10]

### Hiroko Shimabukuro
- Geburtsname: Shimabukuro Hiroko (島袋 寛子)[11]
- Künstlername: Shimabukuro Hiroko, Hiro[11]
- Geburtsdatum: 7. April 1984 in Okinawa, Japan.[11]

### Hitoe Arakaki
- Geburtsname: Arakaki Hitoe (新垣 仁絵)[12]
- Künstlername: Arakaki Hitoe, Koshifuri-man[12]
- Geburtsdatum: 7. April 1981 in Okinawa, Japan.[12]

### Takako Uehara
- Geburtsname: Uehara Takako (上原 多香子)[13]
- Künstlername: Uehara Takako, Obaachan[13]
- Geburtsdatum: 14. Januar 1983 in Okinawa, Japan.[13]

## Diskografie

### Alben
| Jahr | Titel                                             | Höchstplatzierung, Gesamtwochen, AuszeichnungChartsChartplatzierungen (Jahr, Titel, Platzierungen, Wochen, Auszeichnungen, Anmerkungen) | Anmerkungen                                                      |
| Jahr | Titel                                             | JP | Anmerkungen                                                      |
| ---- | ------------------------------------------------- | --- | ---------------------------------------------------------------- |
| 1997 | Starting Over                                     | JP1 ×2Doppeldiamant · (53 Wo.)JP | Erstveröffentlichung: 21. Mai 1997 Verkäufe JP: + 1.766.160      |
| 1998 | Rise                                              | JP1 ×2Doppeldiamant · (24 Wo.)JP | Erstveröffentlichung: 29. April 1998 Verkäufe JP: + 2.048.270    |
| 1998 | Moment                                            | JP1 ×2Doppeldiamant · (28 Wo.)JP | Erstveröffentlichung: 16. Dezember 1998 Verkäufe JP: + 2.319.000 |
| 1999 | Carry On My Way                                   | JP1 ×3Dreifachplatin · (12 Wo.)JP | Erstveröffentlichung: 22. Dezember 1999 Verkäufe JP: + 884.980   |
| 2000 | Dear Friends 1                                    | JP4 Platin · (8 Wo.)JP | Erstveröffentlichung: 29. März 2000 Verkäufe JP: + 505.610       |
| 2000 | Dear Friends 2                                    | JP3 Platin · (8 Wo.)JP | Erstveröffentlichung: 29. März 2000 Verkäufe JP: + 522.470       |
| 2001 | Speed: Memorial Live One More Dream + Remix!!!    | JP7 (4 Wo.)JP | Erstveröffentlichung: 19. Dezember 2001 Verkäufe JP: + 84.000    |
| 2003 | Bridge                                            | JP9 Gold · (9 Wo.)JP | Erstveröffentlichung: 27. November 2003 Verkäufe JP: + 98.242    |
| 2004 | Best Hits Live: Save the Children Speed Live 2003 | JP15 (4 Wo.)JP | Erstveröffentlichung: 11. Februar 2004 Verkäufe JP: + 19.264     |
| 2009 | Speedland: The Premium Best Re Tracks             | JP2 Gold · (12 Wo.)JP | Erstveröffentlichung: 5. August 2009 Verkäufe JP: + 107.307      |
| 2012 | 4 Colors                                          | JP16 (4 Wo.)JP | Erstveröffentlichung: 14. November 2012 Verkäufe JP: + 11.488    |
| 2021 | Speed Music Box -All the Memories-                | JP13 (6 Wo.)JP | Erstveröffentlichung: 13. Januar 2021                            |

### Singles
| Jahr | Titel Album                                                         | Höchstplatzierung, Gesamtwochen, AuszeichnungChartsChartplatzierungen (Jahr, Titel, Album, Platzierungen, Wochen, Auszeichnungen, Anmerkungen) | Anmerkungen                                                      |
| Jahr | Titel Album                                                         | JP | Anmerkungen                                                      |
| ---- | ------------------------------------------------------------------- | --- | ---------------------------------------------------------------- |
| 1996 | Body & Soul Starting Over                                           | JP4 Platin · (31 Wo.)JP | Erstveröffentlichung: 5. August 1996 Verkäufe JP: + 637.880      |
| 1996 | Steady Starting Over                                                | JP2 ×3Dreifachplatin · (25 Wo.)JP | Erstveröffentlichung: 18. November 1996 Verkäufe JP: + 1.278.660 |
| 1997 | Go! Go! Heaven Starting Over                                        | JP1 ×2Doppelplatin · (12 Wo.)JP | Erstveröffentlichung: 26. März 1997 Verkäufe JP: + 664.940       |
| 1997 | Wake Me Up! Rise                                                    | JP2 Platin · (16 Wo.)JP | Erstveröffentlichung: 6. August 1997 Verkäufe JP: + 671.280      |
| 1997 | White Love Rise                                                     | JP1 ×4Vierfachplatin · (27 Wo.)JP | Erstveröffentlichung: 15. Oktober 1997 Verkäufe JP: + 1.844.790  |
| 1998 | My Graduation Rise                                                  | JP1 ×3Dreifachplatin · (13 Wo.)JP | Erstveröffentlichung: 18. Februar 1998 Verkäufe JP: + 1.474.700  |
| 1998 | Alive Moment                                                        | JP1 Diamant · (16 Wo.)JP | Erstveröffentlichung: 1. Juli 1998 Verkäufe JP: + 965.000        |
| 1998 | All My True Love Moment                                             | JP1 ×3Dreifachplatin · (14 Wo.)JP | Erstveröffentlichung: 28. Oktober 1998 Verkäufe JP: + 1.012.810  |
| 1999 | Precious Time Carry On My Way                                       | JP2 Diamant · (13 Wo.)JP | Erstveröffentlichung: 17. Februar 1999 Verkäufe JP: + 622.580    |
| 1999 | Breakin’ Out to the Morning Carry On My Way                         | JP2 Platin · (10 Wo.)JP | Erstveröffentlichung: 19. Mai 1999 Verkäufe JP: + 582.040        |
| 1999 | Long Way Home Carry On My Way                                       | JP2 Platin · (12 Wo.)JP | Erstveröffentlichung: 3. November 1999 Verkäufe JP: + 480.530    |
| 2001 | One More Dream –                                                    | JP5 Gold · (5 Wo.)JP | Erstveröffentlichung: 12. Dezember 2001 Verkäufe JP: + 136.310   |
| 2003 | Be My Love Bridge                                                   | JP2 Gold · (11 Wo.)JP | Erstveröffentlichung: 27. August 2003 Verkäufe JP: + 126.147     |
| 2003 | Walking in the Rain / Stars to Shine Again Bridge                   | JP13 (7 Wo.)JP | Erstveröffentlichung: 27. November 2003 Verkäufe JP: + 29.378    |
| 2008 | Ashita no Sora (あしたの空) 4 Colors                                | JP3 Gold + Gold (Mobile Downloads) · (11 Wo.)JP                                                                                                | Erstveröffentlichung: 12. November 2008 Verkäufe JP: + 75.223    |
| 2009 | S.P.D. 4 Colors                                                     | JP8 (6 Wo.)JP | Erstveröffentlichung: 27. Mai 2009 Verkäufe JP: + 28.900         |
| 2010 | Himawari: Growing Sunflower (ヒマワリ ~Growing Sunflower~) 4 Colors | JP9 (6 Wo.)JP | Erstveröffentlichung: 21. April 2010 Verkäufe JP: + 20.630       |
| 2010 | Yubiwa (指環) 4 Colors                                              | JP10 (5 Wo.)JP | Erstveröffentlichung: 1. September 2010 Verkäufe JP: + 14.757    |
| 2010 | Let’s Heat Up! 4 Colors                                             | JP15 (4 Wo.)JP | Erstveröffentlichung: 10. November 2010 Verkäufe JP: + 13.778    |
| 2011 | Little Dancer (リトルダンサー) 4 Colors                             | JP18 (4 Wo.)JP | Erstveröffentlichung: 10. August 2011 Verkäufe JP: + 10.162      |

### Videoalben
| Jahr | Titel                                             | Höchstplatzierung, Gesamtwochen, AuszeichnungChartsChartplatzierungen (Jahr, Titel, Platzierungen, Wochen, Auszeichnungen, Anmerkungen) | Anmerkungen                             |
| Jahr | Titel                                             | JP | Anmerkungen                             |
| ---- | ------------------------------------------------- | --- | --------------------------------------- |
| 1997 | Speed First Live: Starting Over from Odaiba       | — | Erstveröffentlichung: 19. November 1997 |
| 1998 | Speed Spirits                                     | — | Erstveröffentlichung: 18. März 1998     |
| 1999 | Speed Tour Rise in Tokyo Dome                     | — | Erstveröffentlichung: 18. März 1998     |
| 2000 | Speed Final Dome Tour Real Life                   | — | Erstveröffentlichung: 1. März 2000      |
| 2000 | Speed Spirits II                                  | — | Erstveröffentlichung: 1. März 2000      |
| 2000 | Speed Video Clips Speed Spirits Complete          | JP7 (6 Wo.)JP | Erstveröffentlichung: 20. Dezember 2000 |
| 2003 | Save the Children Speed Live 2003                 | JP17 (9 Wo.)JP | Erstveröffentlichung: 25. Dezember 2003 |
| 2009 | Welcome to Speedland Speed Live @ Nippon Budokan  | JP11 (6 Wo.)JP | Erstveröffentlichung: 30. Dezember 2009 |
| 2010 | Glowing Sunflower Speed Live 2010 @ Osaka Jo Hall | JP16 (3 Wo.)JP | Erstveröffentlichung: 24. November 2010 |
| 2011 | Bible: Speed Best Clips                           | JP22 (4 Wo.)JP | Erstveröffentlichung: 27. April 2011    |